# Ulila
Ulila är en småköping (estniska: alevik) i Puhja kommun i landskapet Tartumaa i sydöstra Estland. Orten ligger på västra sidan av vattendraget Elva jõgi, nära Riksväg 92, ca 20 kilometer väster om staden Tartu.
I kyrkligt hänseende hör orten till Puhja församling inom den Estniska evangelisk-lutherska kyrkan.